# Dracaena arborea
Dracaena arborea là một loài thực vật có hoa trong họ Măng tây. Loài này được (Willd.) Link mô tả khoa học đầu tiên năm 1821.